# Rachel Holzer
Rachel Holzer (* 8. November 1899 in Krakau; † 14. November 1998 in Melbourne) war eine polnisch-australische Schauspielerin des jiddischen Theaters und Films.

## Leben
Holzer wurde als Tochter eines Malers und Vorsitzenden der jüdischen Krakauer Arbeitergewerkschaft geboren. Bereits mit sechs Jahren trat sie im jiddischen Theater auf. Nach ihrer Schauspielausbildung und Auftritten in polnischen Theatern wechselte sie 1926 an das jiddische Theater. 1927 trat sie der bekannten Wilnaer Truppe bei. Später wechselte sie nach Warschau und spielte für Ida Kaminska und am Nationaltheater. Sie spielte 1936 im ersten jiddischen Tonfilm Al Khet eine Hauptrolle. 1938 verließ sie Polen zu einer Welttournee und reiste schließlich nach Australien zu ihrer Schwester.
Zusammen mit ihrem Mann, den Dramatiker Chaim Rozenstein, lebte sie in Melbourne, wo sie einen bedeutenden Beitrag zum jiddischen Theater dort leistete. 1977 setzte sie sich zu Ruhe.

## Filmografie
- 1936: Al Khet